# سابرینا استولتینز
سابرینا استولتینز (انگلیسی: Sabrina Stultiens؛ زادهٔ ۸ ژوئیهٔ ۱۹۹۳) دوچرخه‌سوار اهل پادشاهی هلند است.